# 法益
法益（ほうえき、ドイツ語: Rechtsgut）とは、法律によって保護される利益をいう。保護法益（ほごほうえき、ドイツ語: Schutzgut）ともいう。

## 概説
法律が一定の禁止規範を設けるのは、それによって一定の利益の保護を図るという目的があるためである。
この法律によって保護される利益・価値を、「法益（保護法益）」という。

## 解釈
規制法令の法益は何かを考えることは、その法令の解釈の指針となる。
例えば、「未成年者を略取し、又は誘拐した者は、3月以上5年以下の懲役に処する。」（刑法224条）との法令があったとする。この法令の法益は未成年者の保護者の監護権であると考えると、親権者である父が、親権者である母のもとから幼児を誘拐しても、何ら法益を侵害しておらず、違法性がない（つまり、犯罪は成立しない。犯罪を参照。）と解釈する余地がある（最高裁平成15(2003)年3月18日決定刑集57巻3号371頁参照）。また、仮にこの法令の法益は未成年者の移動の自由であると考えると、自由に移動する意思も能力もまだ持たない乳児を略取しても、何ら法益を侵害しておらず、違法性がないと解釈する余地がある。

## 刑法
刑法の第一の機能を法益の保護とし、犯罪の本質は法益の侵害にあるという考えを「法益保護説（法益侵害説）」という。刑法によって保護される法益は、生命、身体、自由などの個人的法益、公共の安全などの社会的法益、通貨制度、文書制度などの国家的法益があり、法益の保護を通じて社会秩序を保護している。刑法によって保護される法益というのは刑罰という最も厳しい制裁をもって臨むべきものに限定される。すなわち、法益の保護として刑法が登場するのは「最後の手段」であり、刑罰以外の手段では満足に守れない法益のために刑法が存在するといえる。

### 法益保護主義
いかなる行為が法益の侵害となるかを明示しておかなければ市民の行動が不必要に制限されてしまうため、あらかじめ犯罪と刑罰を法律によって明示して規定することを罪刑法定主義という。この罪刑法定主義は、「法益保護主義」（保護すべき法益が存在する限り刑法の適用が肯定される考え）に制約を課す原理である。

### 被害者の承諾
個人的法益について、法益主体が自己の法益の侵害に同意している場合には、法益の要保護性が欠如するため、原則として違法性がなくなり、犯罪は成立しなくなる。

### 緊急避難の要件
緊急避難の要件の1つに、「法益権衡保持の原則」がある。これは、保全利益（守ろうとした利益）が侵害された法益と等しいか、侵害された法益より大きいことが必要であるという要件である。この2つの大小の比較は、具体的事例に応じて決めるべきであるが、同一の法益についてはその量の大小が、異種の法益についてはその法定刑の軽重が、比較のための一応の基準となる。